# 2009 w sztukach plastycznych
Wydarzenia w sztukach plastycznych i wizualnych w 2009 roku.

## Wydarzenia
- W rankingu Kompas Sztuki pierwsze miejsce zajął Mirosław Bałka, a wśród grup artystycznych – Łódź Kaliska[1]
- W Tate Modern odbyła się 10. wystawa z cyklu „The Unilever Series” – How It Is Mirosława Bałki (13 października 2009 – 5 kwietnia 2010)[2]
- W Poznaniu otwarta została Galeria Stereo
- Wystawa Schizma. Sztuka polska lat dziewięćdziesiątych została otwarta w CSW Zamek Ujazdowski w Warszawie (9 października 2009 – 3 stycznia 2010). Kurator: Adam Mazur, współpraca: Aleksandra Berłożecka, Aleksandra Jach, Dominik Kuryłek. Artyści biorący udział w wystawie: Paweł Althamer, Mirosław Bałka, Włodzimierz Borowski, Rafał Bujnowski, Zbigniew Dłubak, Mikołaj Długosz, Andrzej Dłużniewski, Roman Dziadkiewicz, Mirosław Filonik, Leszek Golec / Tatiana Czekalska, Maurycy Gomulicki / Krystian Kujda, Nicolas Grospierre, Marek Kijewski, Katarzyna Kozyra, Edward Krasiński, Zofia Kulik, Zbigniew Libera, Piotr Jaros, Marcin Maciejowski, Jarosław Modzelewski, Mariola Przyjemska, Wilhelm Sasnal, Marek Sobczyk, Włodzimierz Pawlak, Wojciech Prażmowski, Józef Robakowski, Zygmunt Rytka, Mikołaj Smoczyński, Jerzy Truszkowski, Alicja Żebrowska, Artur Żmijewski[3].
- Wychodzi książka Luizy Nader, Konceptualizm w PRL w Wydawnictwa Uniwersytetu Warszawskiego[4]

## Malarstwo
- Edward Dwurnik

Batowice – olej na płótnie, 120x280 cm
- Marek Idziaszek

Sprzedawca węgla – olej na szkle, 25×33 cm

## Rysunek
- Oskar Dawicki

Nigdy nie zrobiłem pracy o Holokauście – ołówek na papierze, 29x41,5 cm

## Rzeźba
- Roxy Paine

Graft – stal nierdzewna

## Instalacja
- Wojciech Bąkowski

Całe wszystko
- Mirosław Bałka

How It Is

## Inne
- Krištof Kintera

All My Bad Thoughts – 260×38×166 cm, w kolekcji MOCAK

## Nagrody
- Nagroda im. Katarzyny Kobro – Andrzej Lachowicz[11]
- Nagroda im. Jana Cybisa – Robert Maciejuk
- Nagroda Turnera – Richard Wright[12]
- Paszport „Polityki” w kategorii sztuki wizualne – Karol Radziszewski[13]
- Biennale w Wenecji[14]

Złoty Lew (pawilon narodowy) – USA
Złoty Lew (artysta) – Tobias Rehberger za wystawę Making Worlds
Srebrny Lew (dobrze obiecujący młody artysta) – Nathalie Djurberg za wystawę Making Worlds
Złoty Lew (całokształt) – Yoko Ono i John Baldessari
Wyróżnienie – Lygia Pape, Michael Elmgreen oraz Ingar Dragset, Ming Wong, Roberto Cuoghi
- Spojrzenia – Wojciech Bąkowski[15]
- Nagroda Fundació Joan Miró – Pipilotti Rist[16]
- World Press Photo – Anthony Suau[17]

## Zmarli
- 2 stycznia – Mikołaj Smoczyński (ur. 1955), polski artysta, malarz, rysownik, twórca instalacji
- 10 stycznia – Tadeusz Mrówczyński (ur. 1922), polski architekt
- 25 stycznia – Ryszard Krzywka (ur. 1925), polski artysta grafik
- 8 lutego – Jan Berdak (ur. 1944), polski fotografik
- 13 lutego – Jerzy Jurga (ur. 1940), polski malarz
- 18 lutego – Henryk Mądrawski (ur. 1933), polski malarz, grafik
- 19 lutego – Edmund Majkowski (ur. 1929), polski artysta rzeźbiarz
- 23 lutego – Franciszek Starowieyski (ur. 1930), polski malarz, grafik i scenograf
- 24 lutego – Tadeusz Sumiński (ur. 1924), polski fotografik
- 29 marca – Stanisław Dróżdż (ur. 1939), polski artysta
- 31 marca – Helen Levitt (ur. 1913), amerykańska fotografka
- 13 kwietnia – Jerzy Tur (ur. 1933), polski konserwator zabytków, historyk sztuki
- 10 maja – Zbigniew Łagocki (ur. 1927), polski fotograf, artysta
- 19 lipca – Ingeborg Hunzinger (ur. 1915), niemiecka rzeźbiarka
- 8 sierpnia – Jan Tarasin (ur. 1926), polski malarz, grafik, rysownik, fotograf
- 9 września – Wojciech Bruszewski (ur. 1947), polski artysta wideo
- 7 października – Irving Penn (ur. 1917), amerykański fotograf
- 13 października – Marian Kołodziej (ur. 1921), polski artysta plastyk, scenograf